# Asterina phyllanthigena
Asterina phyllanthigena är en svampart som beskrevs av Hosag. 2004. Asterina phyllanthigena ingår i släktet Asterina och familjen Asterinaceae.   Inga underarter finns listade i Catalogue of Life.